# خيسوس ميسيل فاسكيز
خيسوس ميسيل فاسكيز (بالإنجليزية: Jesus Vazquez)‏ (23 أكتوبر 1994 في الولايات المتحدة - ) هو لاعب كرة قدم أمريكي في مركز الوسط. لعب مع نادي جامعة غوادالاخارا.

## وصلات خارجية
- خيسوس ميسيل فاسكيز على موقع قاعدة بيانات كرة القدم.إي يو (الإنجليزية)
- خيسوس ميسيل فاسكيز على موقع Soccerway.com (الإنجليزية)